# 盜夢偵探 (電影)
《盜夢偵探》（直译：红甜辣椒）是一部於2006年上映的日本動畫電影，由動畫導演今敏執導，劇情改編自日本作家筒井康隆的同名科幻小說，不過內容上做了變動和大幅精簡。本片的主角是精神治療醫師千葉敦子博士，她所在的研究所發明了可以進入夢裡的夢境機器。然而夢境機器的使用裝置遭人偷走，為了避免釀成大禍，敦子和她在夢中的化身「紅辣椒」開始追查兇手。
原作小說於1990年代在雜誌上發表，因為真人電影企劃難產，作者筒井於是在2003年找上了今敏，請他改編成動畫片。今敏受到筒井的作品影響甚深，因此欣然接受。本片的主題是「夢與現實」，故此今敏在構思階段致力於設法呈現夢境的感覺，結果因為求好心切，造成分鏡稿的製作嚴重超時。本片的動畫製作按照今敏作品的慣例由MADHOUSE負責，技術上除了手繪動畫外還結合了電腦繪圖（CG）。
本片是今敏繼《藍色恐懼》（1997年）、《千年女優》（2002年）和《東京教父》（2003年）之後的第四部動畫電影作品，也是他在2010年過世之前完成的最後一部作品。本片首先於2006年9月2日在義大利的第63屆威尼斯國際電影節上首映，隨後於同年11月25日在日本院線上映。本片獲得國內外影評人的好評，劇情、視覺呈現、動畫水準和配樂皆得到肯定，但也有批評情節和畫面無趣的意見。本片榮獲東京動畫獎和神戶動畫獎的動畫電影獎。

## 劇情
本片以一段馬戲團的畫面為開場。原本在觀眾席等著緝捕犯人的刑警粉川遭台上魔術師玩弄，企圖追捕時卻又穿梭在羅馬假期等一連串電影場景中。最後他追到了一個走廊，看見自己當下偵辦的殺人案中的被害者倒下，而兇手逃出走廊盡頭的門。追出門外的粉川在墜落中驚醒，在他身旁的是在夢中陪著他的女性「小辣椒」。原來粉川正在接受小辣椒以「夢境機器」的裝置「DC迷你」進行夢境心理治療，夢境顯示出了他的焦慮，他也表示自己並不喜歡電影。之後小辣椒留下名片後就離開了。
過場後鏡頭轉到日本的一家精神醫療綜合研究所。所謂的「夢境機器」就是該研究所發明的一種精神治療機器「PT Machine」，可以通過「DC迷你」從夢境中尋找隱藏在患者潛意識中的心理疾病的病根，然後有針對性地進行治療。負責DC迷你研究的千葉敦子博士是一位精神治療醫師，而DC迷你的發明者則是敦子的同事兼天才科學家時田浩作博士，是個體型肥胖的書獃子。在DC迷你的幫助下，敦子擁有了一個分身——夢偵探「小辣椒」。由於DC迷你還處在審查階段，敦子透過這個分身秘密地在夢境中給予患者治療。
一天，研究所的三具DC迷你遭竊，隨著裝置一起失蹤的還有時田的助手日森啓，敦子懷疑這絕非巧合。DC迷你不只可以幫助修復心靈創傷，還能通過夢境來操縱一個處在睡夢中的人的記憶和行為，如果落入壞人手中後果不堪設想。加上DC迷你還未被政府批准正式使用，裝置遭竊一事很可能會導致整個計劃被政府勒令停止。
裝置失竊不久，參與此裝置研究的所長寅太郎和幾位研究員相繼發瘋，他們的症狀非常一致，就是在醒著的時候仍然如墮夢中。他們在夢中皆被一個日本玩偶所迷惑，加入了同一列光怪陸離的遊行隊伍，亦即陷入了同一個「集體夢境」。由於寅太郎一直處在睡夢中無法醒來，已經瀕臨死亡，敦子決定冒險以小辣椒身份進入寅太郎開始變得混沌的夢境之中，將寅太郎的意識拉出來。
粉川透過網站進入夢境與小辣椒會談，小辣椒要帶著他去看電影，粉川卻打從心底抗拒電影。與此同時，敦子決定親自調查「DC迷你」失竊事件的真相，時田T恤上的一個圖案給了她靈感，讓她找到了日森所在的位置，然而卻發現日森也不過是個受人擺布的傀儡。因為發瘋者引發的事件，粉川與研究所人員會談，與敦子（小辣椒）見到了面。之後他又陷入之前的夢境中，不過這次他既是旁觀者也是當局者，同時是殺人兇手和被害者。觀看著夢境的小辣椒點破粉川其實是喜歡電影的，也指出他可能也擁有「另一個自己」。
時田聽了敦子的訓導後試圖挽救局面而透過日森進入了集體夢境，但也遭到迷惑，變成了機器人。集體夢境入侵了粉川的夢境，小辣椒感到大事不妙，試圖將時田拉出夢境卻是徒勞。敦子跟著進入集體夢境，發現真正的幕後黑手其實是研究所的理事長乾精次郎，卻遭到精次郎和幫兇——同事小山內守雄逮到。正在夢境中的粉川因為小辣椒不在而和酒保談了自己的過去——他曾經和一個朋友共享過一個電影夢，但他最後選擇放棄夢想當上刑警，朋友也病死了，讓他備感愧疚。他在夢境中看到的殺人現場就是他們拍過的一部警匪片裡的橋段。這時他發現敦子與小山內夢境成了他夢境中的電影，並看到小辣椒正遭小山內凌辱，於是衝進電影中救出敦子，再度經歷他自己電影情節般的夢境，最終射殺小山，並在結局中給了敦子一吻，意外讓敦子在現實中醒來。
敦子表示這個集體夢境會吞噬其他夢境，果然不久後集體幻想的力量就開始大到足以讓夢境擴展到現實中。黑暗開始吞噬整個世界，精次郎的化身——強大的「黑暗之王」也從夢境中跨越到現實中。粉川、寅太郎和從夢中走出來的小辣椒與敦子並肩戰鬥，敦子察覺到了自己對時田的心意，與時田融合後變成和黑暗之王類似的化身，將夢境和黑暗之王盡數吸取，成功擊敗精次郎。事件過後，敦子與時田結婚，而粉川也發現他記憶中的朋友其實就是「另一個自己」，而他選擇成為刑警其實反而將「他們」的夢想給具現化了。粉川露出笑容，並去看小辣椒推薦給他的電影。

## 登場角色
| 角色       | 性別 | 配音       | 配音   | 簡介 |
| 角色       | 性別 | 日本       | 臺灣   | 簡介 |
| ---------- | ---- | ---------- | ------ | --- |
| 小辣椒     | 女   | 林原惠     | 龍顯蕙 | 研究所的研究員，28歲的迷人女性，「DC迷你」開發組副主任。以DC迷你治療患者時會變成夢中的18歲分身「小辣椒」。敦子的性格高傲冷漠，小辣椒則較為活潑熱情。 |
| 千葉敦子   | 女   | 林原惠     | 李明幸 | 研究所的研究員，28歲的迷人女性，「DC迷你」開發組副主任。以DC迷你治療患者時會變成夢中的18歲分身「小辣椒」。敦子的性格高傲冷漠，小辣椒則較為活潑熱情。 |
| 乾精次郎   | 男   | 江守徹     | 李香生 | 研究所的理事長，坐著輪椅，主張不該讓科技過度發展。                                                                                                   |
| 島寅太郎   | 男   | 堀勝之祐   | 孫誠   | 研究所的所長。 |
| 時田浩作   | 男   | 古谷徹     | 林谷珍 | 研究所的研究員，DC迷你的發明者，雖然是天才但體型肥胖、心智未成熟。                                                                                   |
| 粉川利美   | 男   | 大塚明夫   | 李香生 | 刑警，深受往事困擾而陷入精神焦慮，經大學同學寅太郎介紹接受小辣椒的DC迷你治療，透過網站「電台俱樂部」進入夢境，對她有好感。                           |
| 小山内守雄 | 男   | 山寺宏一   | 吳文民 | 研究所的研究員，曾透露自己嫉妒敦子的才華，喜歡敦子。                                                                                                 |
| 那傢伙     | 男   | 田中秀幸   | 林谷珍 | 粉川的故友。 |
| 冰室啓     | 男   | 阪口大助   |        | 研究所的研究員，時田的助手，竊取DC迷你的嫌犯。嫉妒時田的才華。                                                                                       |
| 津村保志   | 男   | 岩田光央   | 孫誠   | 研究所的研究員，被夢境迷惑。 |
| 柿本信枝   | 女   | 愛河里花子 | 吳貴竹 | 研究所的研究員，被夢境迷惑。 |
| 日本娃娃   |      | 興梠里美   |        | 夢境遊行的娃娃。 |
| 玖珂       | 男   | 筒井康隆   | 孫誠   | 電台俱樂部的服務生，引領粉川進入夢境。 |
| 陣内       | 男   | 今敏       | 林谷珍 | 電台俱樂部的酒保，引領粉川進入夢境。 |

## 製作團隊
- 原作：筒井康隆
- 導演：今敏
- 企画：丸山正雄（MADHOUSE）
- 編劇：水上清資、今敏
- 人物設定・作畫監督：安藤雅司
- 作畫監督補佐：井上俊之、井上銳、三原三千夫（日语：三原三千夫）
- 原圖協力：末武康光
- 色彩設計：橋本賢（DR TOKYO）
- 美術監督：池信孝
- 美術監督補佐：東地和生
- 攝影監督・CG指導：加藤道哉（日语：加藤道哉）
- 剪輯：瀨山武司（日语：瀬山武司）（瀨山編集室）、神宮司由美（DR TOKYO）
- 演出助手：吉野智美
- 片頭設計：
- 音樂：平澤進
- 音樂制作：
- 音響監督：三間雅文（Techno Sound（日语：テクノサウンド））
- 音響効果：倉橋靜男（日语：倉橋静男）（SOUND BOX（日语：サウンドボックス））
- 効果助手：米原想
- 錄音室：Aoi Studio（日语：アオイスタジオ）、
- 音響制作：（中島朋子、丸浩育）
- 支援：文化廳
- 製作制片人：豐田智紀
- 制作担当：橋本健太郎（MADHOUSE）
- 動畫製作：MADHOUSE
- 發行・宣傳：SONY PICTURES ENTERTAINMENT（日语：ソニー・ピクチャーズ エンタテインメント (日本)）
- 宣傳製作人：後藤優
- 副製片人：二方由紀子（MADHOUSE）、森島太朗
- 助理製片人：原史倫（MADHOUSE）、小川淳
- 製片人：丸田順悟（MADHOUSE）、瀧山雅夫（日语：滝山正夫）（SONY PICTURES）
- 製作：製作委員会（MADHOUSE、SONY PICTURES ENTERTAINMENT）
- 片尾曲：平澤進「白虎野の娘」（作詞・作曲・編曲：平澤進）

## 前期製作
本片是今敏繼《藍色恐懼》（1997年）、《千年女優》（2002年）和《東京教父》（2003年）之後的第四部動畫電影作品，今敏在接受NHK訪問時表示，他是抱著「要做一部集大成之作」的想法來製作本片。本片的製作耗時兩年半，製作腳本需要半年，之後的動畫製作和錄音則又花了兩年的時間。

### 開端
本片改編自筒井康隆的同名科幻小說《盜夢偵探》，該作於1991年至1993年於女性雜誌《Marie Claire》上連載。小說面世後，有許多電影製作者前來叩關想改編這部作品，筒井對於相關企劃也相當熱衷。然而，《盜夢偵探》因為包含充滿想像力的夢境情節而難以拍成真人電影，在討論的最後階段因為成本問題而流產。筒井承認拍這樣的電影的確很花錢，但認為依舊是可行的，對於企劃取消表示遺憾。2003年，筒井在《Anime》雜誌贊助的活動上認識了動畫導演今敏，便主動詢問他有沒有興趣改編《盜夢偵探》。今敏受到筒井的作品影響甚深，也相當喜愛《盜夢偵探》這部小說，當下對於這份邀約感到驚訝。今敏在1998年就認真考慮拍過《盜夢偵探》，但覺得難度相當高，也因為《藍色恐懼》的發行公司雷克斯娛樂（Rex Entertainment）破產，使得這個製作想法被迫拖延。如今原作者親自上門請求，今敏告訴自己這就是命中註定，於是改編企劃開始進行。

### 概念構思
今敏相當欣賞《盜夢偵探》對夢境的描寫，並著迷於在夢境和現實間搖擺不定的感覺。受到該小說影響，今敏早在製作《藍色恐懼》和《千年女優》時就想著要呈現出和小說類似的效果，試圖讓作品迷離在夢境與現實、幻覺與現實、記憶與現實之中。今敏表示，小說出版已十餘年（至2007年時），包含他自己在內已經有很多創作者從中汲取靈感，故此以拍出一部緊扣原作的電影為方向是不可行的，而且原作的內容量過於龐大，一部電影無法言盡。他決定將原作內容濃縮，再融入其他筒井作品的想法，建構出電影的框架；像是被夢境迷惑的所長和研究員滿口的胡言亂語就是以筒井拿手的文字遊戲為藍本。今敏稱本片不只是對原作的改編，也是對筒井作品的致敬。
對於此次有關夢境的題材，今敏表示，以往的作品都受限於「現實的框架」，只是稍微轉換視角而已，而這次的《盜夢偵探》不一樣。夢是離現實框架最遠的東西，雖然有很多內容能透過技術層面來展現，但如果想法本身就受到限制，技術也沒有用武之地。面臨這項挑戰，今敏使用了一種他稱為「流氓類比」（チンピラ・エミュレーション）的方法，類比的概念取自電腦術語，大意為「以某一種東西為基礎，在那之上再使用另一種東西」。今敏依循這個概念，在現在已經「成年」、想像力衰退的自己之上，建構一個「流氓」般的自己，在成年的自己的框架下發揮年輕人的想像力。今敏覺得這種方法同時也讓他貼近了角色心境，因為敦子和小辣椒的關係差不多也是如此——小辣椒就是那個建立在敦子之上的人格。不過今敏也期待「流氓」自我總有一天能突破「成人」自我的束縛，盡情揮灑想像力，並表示這在某種程度上似乎已經實現了。
今敏表示，他所注重的就是電影核心是「雙面性」、「多面性」和「對照性」，以及這些概念之間的平衡。今敏指出，最簡單的例子就是敦子和小辣椒，明明是同一個身體卻有兩種截然不同的人格。他認為敦子的性格是心理學中說的「父之女」（父の娘），循規蹈矩且壓抑自我，而這些現象越明顯，敦子的另一面——小辣椒就變得越情感豐富和奔放。雙方各有優缺點，所以重點在於拿捏好平衡，片尾出現的巨大敦子化身就是雙方融合的成長型態。不過這僅止於同一個個體內部的雙面性和對照性，今敏表示，這個概念也同樣適用於電影中的角色關係，像是敦子與時田、乾精次郎與島寅太郎，這兩個組合無論是在個性還是外貌上都有著強烈的對比。至於乾精次郎和小山內，兩人雖然在年紀和長相上都相去甚遠，但性格頗為相似。粉川和島寅太郎是朋友，外表卻相差很多，最後是敦子和小山內，兩人的容貌都很俊俏，看起來很登對，但立場卻是水火不容。今敏認為：身為一個人，要在兩個缺乏平衡的自己中找到平衡；而與另一個人做伴，一樣要在缺乏平衡的彼此間找到平衡，這樣的想法正體現在敦子和時田的關係上。
今敏在受訪時列舉了幾部他喜歡的夢意象電影：法國電影《童夢失魂夜》（1995年）、英國電影《妙想天开》（1985年）和美國電影《第五號屠宰場》（1972年）。

### 場景擬定
今敏表示，他在導演《盜夢偵探》之前的作品幾乎都是以說故事為主，現在他認為畫面是呈現故事的更佳方式，於是盡可能地簡化故事，讓觀眾有時間欣賞畫面。他相信只要營造出畫面的流動和對比，即使內容難以言盡，畫面和故事的流動終究傳達給了觀眾。今敏也沒有沿用原作透過文字挑起想像力的手法，而是嘗試構思更直觀、不需要解釋的圖像表現。他指出，小說有需要時隨時可以提供文字解釋來讓觀眾接收到夢境的畫面，但在動畫中進行解釋無非是種停滯。片中有時會反覆出現同樣的畫面或場景，但會有些許不同之處。今敏稱，人們的夢境本來就常出現重複的現象，在電影中的呈現是他有意為之。今敏先前的作品《藍色恐懼》和《千年女優》裡也有出現重複的意象，他表示，這種手法不僅僅是重複而已，同一個場景中出現的細微變化也象徵著夢的展開，且隨著時間的流逝還能夠表現出角色心境的變化。今敏認為，看著同樣的場景出現細微變化，觀眾也很容易注意到，而這種做法也是原作小說等文字媒介難以呈現的。
今敏表示，他在製作本片的時候還沒有掌握到保持靈感源源不絕的方法，在夢中場景的發想上尤其面臨瓶頸。今敏指出，夢境中不存在清醒時的邏輯和言語，且是由專司畫面聯想的右腦，而非專司邏輯的左腦所負責，如果想只透過話語和邏輯來將夢境形象化，反而會和夢的意象漸行漸遠。因為無法從睡眠中汲取靈感，今敏在製作分鏡稿時運用了聯想的手法。他大量攝取來源，諸如畫集、照片集、音樂等創作，以及自身夢境和經歷、與工作人員的談話等等。他表示，「（這些來源中）都有一個吸引我的意象會出現在我的腦海裡。並不是要將這個意象還原出來，而是將這個意象和各種若即若離的東西聯繫在一起，這個時候我就會發現一個我從未想見的意象。」他會將這個新誕生的意象畫成畫面，接著再盡可能發想出該圖有所聯繫的畫面，最後再縮小範圍，如此不斷重複。今敏表示，在做這方面的思考時，考慮的並不是這個畫面和所在片段及劇情搭不搭，而是在視覺上能不能契合：如果畫面彼此間太相近，結果會缺乏飛躍感，如果畫面彼此間相去太遠，之間的聯繫就太難發現。今敏結論道：「所以說，分鏡作業延遲不是沒有原因的。」
貫穿全片的夢境遊行並沒有出現在原作中。今敏稱夢境遊行是他最喜歡的橋段，並認為這段是全片的焦點和關鍵。他和工作人員稱這段為「太陽底下的萬物遊行」，當中出現了青蛙、人偶、招財貓、狸造型的裝飾品、變成人樣的物品、大頭公仔、獸面瓦、機器人、服飾店的假人模特、宗教和戰爭等。今敏表示，受制於片長，電影版很難像原作一樣用各種方式來呈現各種夢境，於是他選擇把焦點放在這段呈現「惡夢主題」的夢境上，並盡可能確保觀眾能一眼分辨出這就是惡夢。至於之所以會是遊行的原因，今敏表示他從一開始就避免走上其他電影和漫畫的套路，用比較黑暗的光影表現惡夢，他反其道而行，決定做出「明亮到讓人不舒服」的惡夢，而遊行正好適合這個風格。有了遊行的基礎設定後，今敏進一步定案讓電影的結局和原作一樣，是夢境的世界入侵現實世界的發展。今敏表示，遊行就是從某個地方來，要到某個地方去，而「現實世界」正是遊行的最終目的地。至於遊行的起點，今敏選擇設定在「沙漠」，象徵離城市最遠的地方，也有種遠離人世的形象。今敏進而有了由人們丟掉不要的東西組隊遊行的點子。遊行隊伍中包含各式各樣的東西，包含宗教象徵（鳥居、佛像）、日本傳統象徵（招財貓、達摩），以及過時的汽車和家電等。今敏表示，這些基本上都是人們拋棄的東西，首先宗教和傳統不再備受重視，再來則是經濟高速發展下，人們基於消費欲望而頻繁汰換掉還能用的車子和電器。
對於片中的性元素（例如小辣椒和粉川在同張床上醒來的橋段），今敏表示，他認為性隱喻對本片的劇情來說並不是特別重要，但夢境其實也會以各種形式來反映壓抑的性慾，故此性也是劇情中不可少的一部分。今敏指出，原作小說對性的描寫更為明顯，雖然這也是其吸引人的點，但原汁原味拍成電影可能會搞得像色情片，於是他採用不是性行為的方式來呈現原作的露骨成分。片中最涉及性的橋段是小山田在夢中凌辱小辣椒的戲，他將手插入小辣椒的體內，從內部摸索她的身體，最後將小辣椒的外皮扒開，露出裡面的敦子。今敏稱這幾乎就像是強姦一樣，但是他想表達的重點在於小山內以力量支配對方的幼稚慾望和個性，以及只從對方（小辣椒+敦子）身上擷取想要的部分（敦子）的自私。本片另一個涉及性的意象是聖妓，也就是小辣椒。今敏說明，小辣椒會進入客戶的夢境並為他們治療，而聖妓指的是古希臘和亞洲的一些女祭司，她們身為神的化身，在聖地與朝聖者發生性關係，給予他們啟示和神諭等神恩。今敏表示，他之所以會毫不猶豫地將女主角小辣椒設定成具有性意味的角色，就是因為他將小辣椒視為一個現代版的聖妓。

### 編劇與分鏡
本片的劇本由水上清資負責，今敏也有參與其中。雖然是原作改編，但今敏表示他是從無到有開始構思的。今敏從畫面開始著手：「我覺得故事必須讓畫面有意義。」並專注於如何讓想像夢境具體化。2004年8月，今敏到台灣宣傳作品《東京教父》時受訪表示，他的下一部作品的劇本才完成到三分之一而已，但「他們逼我一回家就得開拍」。同年11月今敏回到日本，接著加緊速度開始寫稿。劇本的第一稿於2004年11月14日完稿。本片的劇本分成三個部分：開始、中間和結束。對於劇本，筒井表示：「我覺得故事的核心概念非常紮實，我不擔心改編後會走味。」
為了做出想要的視覺效果，今敏即便在劇本還沒完成時就已經投入分鏡表的排定，此舉一反他以往的做法，需要承擔相當大的風險。今敏表示，先做分鏡表是為了避免故事裡的其他元素被結局牽著走：「當你先知道結局時，你會迫使故事裡的其他元素配合營造高潮，我通常會在編寫故事其他部分時，都採四平八穩、安全至上的政策，所以不必用複雜的內容來支援結局。我決定這次要用不一樣的方法。」因為上述因素，創意人員在此階段不會知道電影結局，也想像不出來，整個過程讓今敏相當疲累。
在分鏡階段，今敏表示，他可以拍出忠於原著的電影，但那不是他的風格。他進一步指出，「極端忠於原著……徒勞無功，因為原著永遠比較精彩」，加上筒井的文字很難傳達和重建視覺感受，所以他不只要營造夢的氣氛，還要創作可以用的情節，讓改編電影有「獨立的娛樂感」，不然就會走上失敗一途。這種做法讓今敏的工作量大增，除了分鏡表外他還得檢查藝術概念和完成劇本。2005年1月，本片的劇本正式完成，篇幅大約七十頁左右。今敏表示，劇本應該是2004年年底要完成的，但他有沒時間看，看過之後就予以批准了。看過劇本後今敏想通了要怎麼來拍這部片，表示首要任務是完成分鏡表，但何時能完成仍是未知。今敏會一邊繪製一個畫面的分鏡圖一邊考慮下場戲的內容，藉此用畫面串接起前後兩場戲。
今敏表示：「有時候時限能幫我擠出好點子；有時候隨意塗鴉會變成能使用的題材；有時候我會重覆檢查我畫的草圖，在其中找到意義。」片中有些畫面其實原本沒有出現在劇本中，是額外添加的，例如本片的開場：在馬戲團帳篷裡，有一輛很小的車從黑暗中開出來，停下後小丑從車裡鑽出來，宣布好戲開始。劇本中原本沒有這兩個鏡頭，今敏表示這是他在畫分鏡表時想到的，隨即決定採用：「故事是在描述潛意識如何影響夢境，我希望在第一場戲就能看到這個象徵。黑暗是你的潛意識，從中衍生出許多小事，小事變成大事，也代表著整部電影。」敦子和所長島寅太郎在車上交談時提到，夢境會吞噬其他的夢，形成越來越大的「集體幻想」。今敏表示用鏡頭切換來呈現這段應該是可行的，但一次他在搭車時注意到擋風玻璃上的雨滴，進而想到可以用小雨滴在玻璃上匯集成流的特寫，來將人物的台詞（夢境結合）具象化。
對於「夢的規則」，今敏表示，夢境是一個無所不能的世界，要像制定遊戲規則一樣去規範它非常困難。他首先在編劇階段大致且鬆散地設定範圍，直到分鏡階段才真正定案。今敏提到，身為導演得在這方面武斷地下決定，但想法實在很難傳達給其他工作人員。因此他將分鏡稿製作得極其詳細，無論是詳細程度還是長度都是他做過之最，簡直是「惡夢」。
今敏上述的做法造成創意過程的進度嚴重落後，至2005年4月完成了三分之一的分鏡稿（約400個鏡頭），到了2005年7月也才完成約六成的分鏡稿而已。他自知已經花了太多時間在這上面，但認為已經沒有回頭路了。本片的完成分鏡稿有1046個鏡頭，腳本共614頁，前後花了今敏一年半的時間。

## 動畫製作
本片的動畫製作按照今敏作品的慣例由MADHOUSE負責，他們同期也製作了另一部筒井小說的改編動畫電影《跳躍吧！時空少女》。本片的製作人員大多是今敏作品的常見班底。安藤雅司繼《東京教父》之後出任本片的人物設定兼作畫監督，而攝影監督加藤道哉則是曾參與過今敏動畫《妄想代理人》的新進成員。加藤指出，片中近三分之一的畫面是用電腦繪圖（CG）完成的，大約是350場戲。對於他的工作，加藤表示：「我比對人物和背景，我的工作像個化妝師。我得利用電腦繪圖技巧而且不能太明顯。」他面臨最大的挑戰是讓CG畫面看起來像是手繪的。
粉川刑警夢中會波浪起伏的走廊是用3DCG來呈現的。加藤表示製作這段的重點在於對地板質感的把握。製作時加藤先用原稿中手繪的粉川圖像決定基本框架，再將3D製作的走廊動畫套用上去，結合兩者做出粉川每踩一步走廊就有變動的感覺。之後CG團隊調整了光源，讓畫面看起來更像手繪動畫。這些過程都經歷了相當多次的測試和調整，加藤表示他們花了大約3個月的時間。對於重要的夢境遊行橋段，今敏要求這個橋段要看起來很繽紛，加藤於是想到可以用五彩碎紙來點綴畫面。他透過3D技術將灑下的碎紙置入在畫面的各個角度和位置，同時也反覆模擬重力、空氣流動和墜落速度等要素的影響，以求最佳效果。最後加藤發現讓一些碎紙快速落下、其他碎紙在空中盤旋的效果最好。他一共加入了65萬片的碎紙。
開場的馬戲團橋段中，表演者身上的發光裝飾也是用CG完成的，且會因為表演者的動作而改變燈光反射。小辣椒被小山內追逐時變成美人魚時身上的鱗片也用了類似的手法，而游在她身邊的魚一樣是CG的產物。在敦子與所長在車上交談的橋段中，加藤用CG將畫面加工，使背景中的雨景更加寫實，雨滴落下的速度也符合現實。片尾敦子的分身吸收黑暗之王，由於兩者都是半透明，加藤用CG來呈現後方景物透出來的感覺。片頭動畫也充滿加藤的巧思，這個部分中他將CG運用在光影的表現上。
錄音進行的同時，今敏也在和製作團隊趕工作畫，經常加班到深夜，有時其他工作人員完工離開後今敏還一個人留在工作室內。

## 後期製作

### 錄音
本片的錄音於2006年3月開始。進入配音階段後甚至是配音完後，如果有人提出好的點子，今敏還是會予以採用。例如開場戲中粉川在夢中被人操弄，有一群長著粉川的臉的人往他衝過來。本來這些衝過來的人是沒有要配音的，但團隊即興演出也給了他們粉川的聲音。今敏認為：「如果照本宣科來做錄音，一點也不好玩。令人訝異的新點子會讓整個過程變得更有趣。」
聲優林原惠表示，她一人身兼敦子和小辣椒兩人的聲優，不過兩者不會很難區分，只要看著畫面，該演誰時就演誰。她也稱自己在配音過程中基本上都是靠直覺。在訪談中，林原提到自己最喜歡的橋段是小辣椒從天而降變成孫悟空，表示自己有做過類似的夢。時田的聲優古谷徹在日本首映會上受訪表示，他本來想拒絕這份邀約，因為「我從未聲演過體重超過60公斤的角色，我擔心我的聲音和時田的形象不合，（⋯⋯）他的體重肯定超過200公斤。」之後他得知是今敏親自推薦他、並且希望他用返璞歸真、不造作的方式演出，最後還是答應了。古谷表示，因為導演設定他的角色是個有童心、天真無邪的人，感覺起來就和飾演《機動戰士鋼彈》裡面的角色阿姆羅·雷時所做的事一樣。今敏在時田的角色形象上也有聯想到阿姆羅，只是為了避免失禮而沒有直接告訴古谷要那樣演。他也稱，剛開始配音時總有種違和感，到後來配音時沒看著時田的臉就覺得不安，這才察覺自己喜歡上時田這個角色了。古谷最喜歡的橋段是敦子在電梯口從背後抱住時田。
今敏在片中幫電台俱樂部的酒保配音，而電台俱樂部的服務生則由原作作者筒井獻聲。筒井之前有過配音經驗，不過幫動畫配音倒是第一次。筒井配音的角色在電影版裡是個小矮子，而在小說他是個大塊頭，長得有些像佛祖。筒井認為他的聲音應該要低沉有磁性，但這樣不符合電影版的他。今敏贊同並說：「他比較像是個什麼都無所謂、無憂無慮的人。」筒井來錄音室配音那天也是他第一次看到電影版的成品，今敏對此感到十分緊張。

### 配樂
本片的配樂由平澤進負責。平澤從今敏的《千年女優》就開始和他長期合作，這次的曲風結合了Techno和流行樂。夢境遊行部份的配樂強調了木製樂器。今敏表示：「這些畫面就像是從平澤的配樂當中誕生的。配樂對我來說相當重要。聲音佔一半、畫面佔一半。我認為兩種元素加起來的結果不會只有100，可以到150或200。」今敏也在受訪時稱平澤對他的表達呈現有著相當大的啟發和影響。本片是最早使用語音軟體VOCALOID來製作配樂的電影之一。
電影原聲帶於2006年11月23日在日本發行。
| 盜夢偵探：電影原聲帶 | 盜夢偵探：電影原聲帶   | 盜夢偵探：電影原聲帶 |
| 曲序                 | 曲目                   | 时长                 |
| -------------------- | ---------------------- | -------------------- |
| 1.                   |                        | 5:45                 |
| 2.                   |                        | 4:59                 |
| 3.                   |                        | 1:59                 |
| 4.                   |                        | 1:00                 |
| 5.                   |                        | 1:26                 |
| 6.                   |                        | 3:14                 |
| 7.                   | Lounge                 | 2:05                 |
| 8.                   |                        | 3:19                 |
| 9.                   |                        | 4:39                 |
| 10.                  |                        | 3:03                 |
| 11.                  |                        | 1:44                 |
| 12.                  |                        | 5:51                 |
| 13.                  | （片尾曲）             | 4:47                 |
| 14.                  | （附加曲目、音乐视频） | 2:35                 |
| 总时长：             | 总时长：               | 43:00                |

| 額外下載曲目 | 額外下載曲目 | 額外下載曲目 |
| 曲序         | 曲目         | 时长         |
| ------------ | ------------ | ------------ |
| 1.           |              | 3:03         |

## 發表與上映
2004年9月，今敏接受英文雜誌《Gamestar》採訪時透露，他的下一部作品將是小說改編，且內容與夢有關。2005年4月，今敏進一步在訪談中發表了下一部作品的主要工作人員名單，預計於2006年初完成。2005年12月，《盜夢偵探》的消息正式公開，定檔於2006年上映。
今敏的處女作《藍色恐懼》即有在國際影展放映，斬獲國際知名度，之後的《千年女優》、《東京教父》以及本片都獲得了廣大的國際關注。2006年8月，本片入圍義大利第63屆威尼斯國際電影節的正式競賽單元，角逐最高榮譽金獅獎，是繼《霍爾的移動城堡》（2004年）後第二部入選該影展的日本動畫，不過最後勝出的是中國電影《三峽好人》。今敏與工作人員前往威尼斯出席影展。本片於當地時間2006年9月2日下午5點舉行首映，會場約可容納1000人，門票在一小時內即售罄。首映後本片收穫大量好評，全場觀眾起立鼓掌達5分鐘，而之後的放映也場場滿座，今敏在兩天內接受了六十多次的專訪。之後本片也受到全世界數個影展邀請。威尼斯影展過後，本片曾先在西班牙的錫切斯電影節和巴黎首映禮上放映。2006年10月21日至29日舉行的第19回東京國際電影節由本片擔任開幕片，此次放映也是本片在日本地區的首次亮相，今敏、筒井和聲優古谷徹出席了會場。
本片於2006年11月25日在日本院線上映，今敏與製作團隊出席了首映現場。在台灣，本片曾於2010年在金馬國際影展上放映，之後普威爾國際取得版權，於2021年3月26日在院線上映:298。
2010年8月24日，今敏因為罹患胰臟癌而病逝，享年46歲。本片因而成為他生前發表的最後一部作品，另外尚有一部製作中的作品《夢想機械》未能完成。為了紀念今敏，Animax在該年9月4日特別播出本片。之後每隔幾年，日本就會有電影院重映本片。

### 分級
日本的電檢單位映畫倫理機構將本片分為G級，所有年齡層都可以觀賞，美國電影協會則認為本片中出現了暴力和含有性意味的畫面，應被分為R級，未滿17歲必須由家長或成年監護人陪同才能入場觀看。本片在台灣發行DVD時被分為輔12級，理據為「內容涉暴力、玄奇、裸露等情節畫面，其表現方式對未滿十二歲兒童之行為或心理有不良影響」。

### 家用媒體
本片的家用媒體由索尼影視娛樂發行，DVD與藍光光碟於2007年5月23日在日本上市，兩種皆額外收錄有幕後製作花絮。

### 相關書籍
《今敏劇場動畫腳本資料畫集：盜夢偵探》
| 卷數 | 復刊.com      | 復刊.com            |
| 卷數 | 發售日期      | ISBN                |
| ---- | ------------- | ------------------- |
| 全   | 2017年8月25日 | ISBN 978-4835455198 |

## 反響
本片獲得外界相當高的評價，在日本國內外都備受矚目，也被譽為是今敏的生涯代表作。影評匯總網站爛蕃茄上收集的92篇專業影評文章中，有78篇給出了「新鮮」的正面評價，「新鮮度」為85%，平均得分7.30分（滿分10分），該網站的共識評論寫道：「《盜夢偵探》遵循著自己的思維模式，是一場讓人眼界大開的心神之旅，雖然要跟上有點難，但從頭到尾都讓人感到炫目。」Metacritic上的26篇評論文章全部給予本片好評，平均分為81（滿分100），綜合結果為「普遍良好的評價」和「非看不可」。

### 國內評價
影評人前田有一給予本片75分（滿分100分）的好評，稱讚今敏再次證明了無需高調炫技也可以拍出一部有趣的動畫片。前田認為，今敏用了高超的手法來描寫人類，並交織以動畫專屬的呈現效果和畫面表現，帶給觀眾新奇之感。對於片中瘋狂的夢境場景，前田稱，只有在今敏的想象力和MADHOUSE的精美动画结合之下，才能表现出如此的冲击力，尤其是小辣椒在夢境中遨遊的部分，動作和鏡頭都相當流暢。前田批評本片的劇情不是很講究，也許是過度著重於視覺呈現的緣故，且感情戲的高潮也來得太突然，但整題而言畫面的優秀水準彌補了劇情上的缺憾。
日本動畫研究者冰川龍介將本片與檔期接近、同樣改編自筒井科幻小說的動畫片《跳躍吧！時空少女》放在一起評論，稱讚本片的視覺呈現令人驚嘆，可稱之為《盜夢偵探》一作的最佳版本。冰川認為，相較於《跳躍吧！時空少女》是在虛實間穿梭，本片讓夢境和現實無縫接軌，而動畫正好可以在很多方面突破這兩者的界線。冰川寫道，本片將筒井筆下的頂級原料進行了最佳的調理，畫面充滿衝擊力，且內含對筒井的種種致敬，讓觀眾得以享受極致的虛構呈現。
原作作者筒井康隆認為電影版將原作的故事大幅簡化，變得更加有力，並認為原本的劇情加上視覺效果讓娛樂效果更上一層樓。筒井支持今敏冒險地憑直覺創作、「放縱自己的想像力」，認為若不如此無法將作品成功地改編成動畫。筒井尤其喜歡他的文字無法呈現的畫面，像是開場的馬戲團的戲。另外，他表示音樂是他最擔心的部份，不過實際聽過後感到很滿意。
2008年，《新闻周刊》日本版將本片列入影史百大電影榜單中。2022年4月，日本網路雜誌《Japan Web Magazine》評選30部不限年份的最佳日本動畫電影，《盜夢偵探》排名第14名。

### 海外評價
安德烈茲·卑爾根在《讀賣新聞》英文版上刊文稱讚《盜夢偵探》是「繼宮崎駿5年前的《神隱少女》（2001年）之後最迷人的長篇動畫電影」，並給予本片的動畫水準和背景好評。《旧金山纪事报》的米克·拉薩爾在影評中表示，隨著敦子進入夢境企圖阻止兇手，劇情逐漸發展，電影變得更有層次、更為駭人且更加引人入勝。他將本片譽為「最具洞察力且最有意思的潛意識題材電影」，當中充滿著揮之不去的詭異畫面，最後總結道：「《盜夢偵探》將日本動畫的優勢發揮到極致，雖然媒介本身的限制令人沮喪——人體動作僵硬、臉部細節有限，本片仍無疑是一次空前絕後且優秀的創舉。」
《鄉村之聲》的羅伯·尼爾森（Rob Nelson）認為，本片並不是一部有意讓人全盤了解的電影，觀影過程比較像是一次簡單的體驗——或者說是作夢。尼爾森指出本片的瘋狂從第一個畫面就開始了，且電影的每一分鐘觀眾都無法預料會發生什麼事情，這點堪比押井守和宮崎駿的最佳作品。尼爾森也分析，今敏透過片中心智操控的描寫來批判資本主義式的娛樂：DC迷你就好比是流行大片，可以解放心靈，也可以讓思想遭到腐蝕；而即使本片與主流無緣，今敏仍信心十足地認為會有新觀眾到來。海倫·麥卡錫在《500部不可忽視的動畫電影》（500 Essential Anime Movies）一書中讚美《盜夢偵探》，表示該片「再一次證明偉大的科幻片無需仰賴巨大機器人和外星世界」。
也有影評人持負面評價。《奧蘭多哨兵報》的影評人羅傑·摩爾（Roger Moore）認為：「《盜夢偵探》描寫入侵夢境和扭曲現實的劇情落入俗套，讓人感到些許無趣。本片既不如李察·林克雷特的《夢醒人生》那般如夢似幻、令人神往，奇幻感也不及得過奧斯卡獎的日本動畫《神隱少女》。」不喜歡日本動畫的摩爾也批評道，本片獨具風格、以華麗著稱的動畫，其實生硬、感覺沒在動，而且簡單過頭，再加上陰暗的色調，簡直讓人想睡。《休士頓紀事報》的布魯斯·韋斯布魯克（Bruce Westbrook）則在影評中批評道，本片讓人有種恍惚的迷幻感，但根本就是令人不明所以的胡扯，角色塑造和台詞都很乏味。他指出：「電影看上去挺不賴，卻讓人如墮五里霧中，到後來你根本就不理會它了。當夢境和現實的界線消失，沒有什麼東西是真實的了，整部片也就成了一齣毫無意義的大雜燴，內含一堆盛大卻可笑的畫面。」配樂是他少數讚賞的部分。
2007年，美國《新闻周刊》的影評人大衛·安森（David Ansen）將本片列為2007年十大最佳電影的二軍名單。2009年，曾主演《魔戒電影三部曲》的美國男演員伊利亞·伍德在接受Ain't It Cool News訪問時對《盜夢偵探》讚譽有加，表示：「這部片真的讓我驚為天人。它大膽挑戰了動畫的定義，以視覺呈現面來看的話，內容就好比是一次全然的神智之旅」。英國雜誌《Time Out》在同年評選出影史50大動畫電影排名，本片排在第46名。2011年，美國《時代雜誌》將本片列為影史25大動畫電影的第20名。2016年，美國《好萊塢報導》的影評人約翰·德佛（John DeFore）評選出「10大成人動畫電影」，本片排名第8。截止至2021年11月，本片在Metacritic列出的影史百大動畫電影排名中名列第84名，並在影史百大科幻電影排名中得到第70名。2022年4月，《Paste》評選前100名不限年份的最佳日本動畫電影，《盜夢偵探》排名第5名。2022年，《IndieWire》列出21世紀最佳41部動畫電影名冊裡，本片排名第17名。

### 獲獎紀錄
| 日期                                        | 國別   | 獎項/活動/頒獎單位       | 類別                              | 獲獎或入圍者 | 結果 | 来源          |
| ------------------------------------------- | ------ | ------------------------ | --------------------------------- | ------------ | ---- | ------------- |
| 2006年                                      | 加拿大 | 蒙特婁新電影影展         | 公眾選擇獎                        | 《盜夢偵探》 | 獲獎 | [ 82 ]        |
| 2006年8月30日至9月9日                       | 義大利 | 第63屆威尼斯國際電影節   | 金獅獎（最佳電影）                | 《盜夢偵探》 | 提名 | [ 83 ]        |
| 2007年                                      | 葡萄牙 | Fantasporto              | 評論家選擇獎（Prêmio da Crítica） | 《盜夢偵探》 | 獲獎 | [ 82 ] [ 83 ] |
| 2007年                                      | 美國   | 紐波特海灘電影節         | 長片獎最佳動畫                    | 《盜夢偵探》 | 獲獎 | [ 82 ] [ 83 ] |
| 2007年                                      | 法國   | 安錫國際動畫影展         | 水晶獎（最佳動畫長片）            | 《盜夢偵探》 | 提名 | [ 84 ] [ 85 ] |
| 2007年2月16日至2月25日                      | 比利時 | 第26屆布鲁塞尔动画电影节 | 國際組觀眾獎：最佳成人動畫長片    | 《盜夢偵探》 | 獲獎 | [ 86 ]        |
| 2007年2月16日至2月25日                      | 比利時 | 第26屆布鲁塞尔动画电影节 | 國際組最佳TV獎：最佳動畫長片      | 《盜夢偵探》 | 獲獎 | [ 86 ]        |
| 2007年3月22日（頒獎）                       | 日本   | 第6回東京動畫獎          | 優秀作品賞（劇場電影部門）        | 《盜夢偵探》 | 獲獎 | [ 88 ] [ 89 ] |
| 2007年3月22日（頒獎）                       | 日本   | 第6回東京動畫獎          | 音樂賞                            | 平澤進       | 獲獎 | [ 88 ] [ 89 ] |
| 2007年9月27日（宣布） 2007年11月4日（頒獎） | 日本   | 第12回神戶動畫獎         | 作品賞（劇場部門）                | 《盜夢偵探》 | 獲獎 | [ 90 ]        |
| 2008年1月                                   | 美國   | 第11屆在线影评人协会獎   | 最佳動畫電影                      | 《盜夢偵探》 | 提名 | [ 91 ]        |

2006年11月7月，《盜夢偵探》入圍美國第79屆奧斯卡金像獎最佳動畫片的初選名單，但未能進入隔年1月23日公布的決選名單。

## 票房
本片於2006年11月25日星期六在日本院線上映，由日本索尼影視娛樂負責宣傳與發行。本片初期僅在關東地區的三家電影院限量上映，主場Theatre新宿因為門票售罄，許多觀眾是站著看完電影的。兩天內本片累積了4371名觀影人次，收入6,789,700日圓，上座率贏過檔期接近的另一部動畫《跳躍吧！時空少女》。12月2日開始，索尼開始加開電影院，範圍擴展到日本各地。
本片也成功進入美國市場，由索尼经典电影於2007年5月25日在院線發行。索尼經典電影採用小眾放映的模式，僅在洛杉磯和紐約的各一處電影院上映，後來口碑傳開，上映影院數逐漸增加。雖然未到全國普及、上映規模稱不上大，但這樣的發行策略成功達到細水長流的效果，至上映第19週時，本片的票房已累積到87萬美元，換算下來超過1億日圓，是第12部在美國取得破億日圓票房的日本劇場動畫，也是繼《星際牛仔：天國之門》（2003年）之後第二部達到此成績的R級作品。根據Box Office Mojo的數據，本片在日本以外地區的總票房為953,957美元。

## 影響
許多影評人認為2010年歐美電影《全面啟動》有受到本片影響，指出兩者的相似處包含場景、劇情和角色。有報導甚至稱《全面啟動》的導演克里斯多夫·諾蘭已經承認以《盜夢偵探》當作角色設計的靈感來源。

## 真人電影
2009年8月，有傳聞指出德國導演沃夫岡·彼得森有望執導《盜夢偵探》的真人版，但未表明改編對象是原著小說還是本片。2010年3月，據MTV報導，彼得森已在籌備本片的真人改編電影。彼得森是在經他人推薦後觀賞到本片，覺得相當精彩，於是有了改編的念頭。他表示：「我們這邊有個年輕的寫手正在做，前不久他交出了一份具體且詳細的前期綱要。如果可行，他就會開始寫劇本，而且很快就能完成，因為綱要已經很詳盡。」彼得森希望真人版能有像《駭客任務》那樣的規模，面向更為大眾化。然而，一直到彼得森於2022年過世為止，改編企畫都沒有新的消息。
2022年8月，據Deadline.com報導，閻羽茜將執導根據原著小說改編的真人電視劇，該片將由亞馬遜工作室出品。

## 備註
1. ↑  DVD的中文字幕誤譯為「日森啓」。
2. ↑  「父之女」一詞為專門分析女性的榮格學派學者在1980年代提出的，大略是指受到父權主義影響的女性[10]。

## 額外資料
- Perper, T.; Cornog, M. . Mechademia（英语：Mechademia）. 2009, 4: 326. doi:10.1353/mec.0.0051 （英语）.
- . CINEMATOPICS. 2006-11-22  [2020-11-13]. （原始内容存档于2021-04-04） （日语）.
- . 最新アニメ情報. 2006-12-26  [2020-11-13]. （原始内容存档于2021-04-04） （日语）.
- 坂和章平.  (PDF).   (PDF). 文芸社. 2007-10: 388–391  [2020-11-13]. ISBN 978-4-286-03540-6. （原始内容存档 (PDF)于2021-04-04） （日语）.

## 外部連結
- 官方網站 （日語）
- パプリカ 公式ブログパーツ （日語）
- 盜夢偵探美國官方網站 （英文）
- 官方網站 日本新力影業（英文）
- 盜夢偵探 (電影)在動畫新聞網的百科全书中的资料
- 平泽进官方网站的音乐免费下载页面 （页面存档备份，存于），可下载片尾曲（英文）
- 互联网电影数据库（IMDb）上《盜夢偵探》的资料（英文）
- 豆瓣电影上《盜夢偵探》的資料 （简体中文）
- 爛番茄上《盜夢偵探》的資料（英文）
- Metacritic上《盜夢偵探》的資料（英文）
- Box Office Mojo上《盜夢偵探》的資料（英文）
- AllMovie上《盜夢偵探》的资料（英文）